# ميلفا
ماريا إيلفا بيولكاتي (بالإيطالية: Maria Ilva Biolcati)‏ الشهيرة باسم ميلفا (17 يوليو 1939 في غورو بمقاطعة فيرارا، مملكة إيطاليا - 23 أبريل 2021 في ميلان، إيطاليا)؛ مغنية وممثلة وشخصية تلفزيونية إيطالية. لُقّبت بالصهباء بسبب لون شعرها، كما عُرفت أيضًا باسم «فهد غورو» نسبة لمدينتها، وأصل هذا الاسم يعود إلى أحد الصحفيين، الذي أطلق على أشهر أربع مغنيات إيطاليات في عقدي ستيتيات وسبعينيات القرن العشرين أسماء مماثلة منسوبة لمسقط رأسهن، وحملت الثلاث الأخريات أسماء «ببر كريمونا» و«عقاب ليغونكيو» و«عندليب كافرياغو». اشتهرت بأغنيتها الثورية بيلا تشاو، حيث قدمتها في عام 1965. وعرفت في عام 1970 بوصفها أحد الأركان الخمسة للأغنية الإيطالية، إلى جانب كل من مينا، وأورنيلا فانوني، باتي برافو وإيفا زانيكي.

## روابط خارجية
- ميلفا على موقع IMDb (الإنجليزية)
- ميلفا على موقع مونزينجر (الألمانية)
- ميلفا على موقع ميوزك برينز (الإنجليزية)
- ميلفا على موقع أول موفي (الإنجليزية)
- ميلفا على موقع أول ميوزيك (الإنجليزية)
- ميلفا على موقع ديسكوغز (الإنجليزية)
- ميلفا على موقع قاعدة بيانات الفيلم (الإنجليزية)
- ميلفا على موقع كينوبويسك (الروسية)